# Chromidotilapia guntheri
Chromidotilapia guntheri е вид бодлоперка от семейство Цихлиди (Cichlidae). Видът не е застрашен от изчезване.

## Разпространение и местообитание
Разпространен е в Бенин, Буркина Фасо, Гана, Гвинея, Екваториална Гвинея, Камерун, Кот д'Ивоар, Либерия, Мали, Нигер, Нигерия и Того.
Обитава крайбрежията на сладководни басейни и реки.

## Описание
На дължина достигат до 14,5 cm.